# آناناس (سرده)
آناناس (سرده) (نام علمی: Ananas) نام یک سرده از تیره آناناسیان است.

## نگارخانه

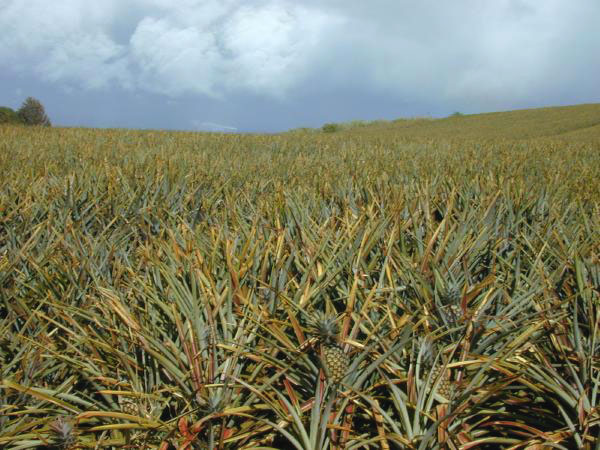
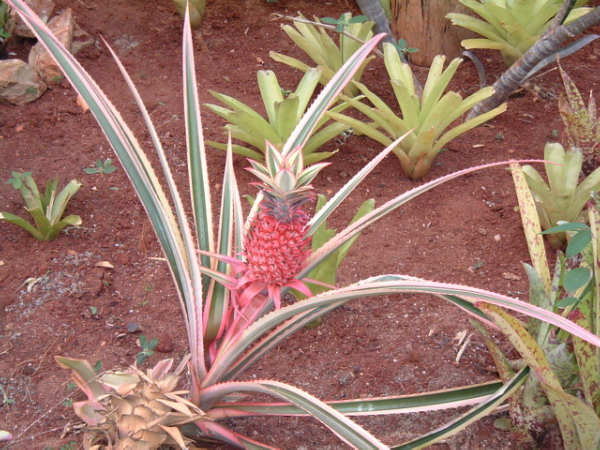
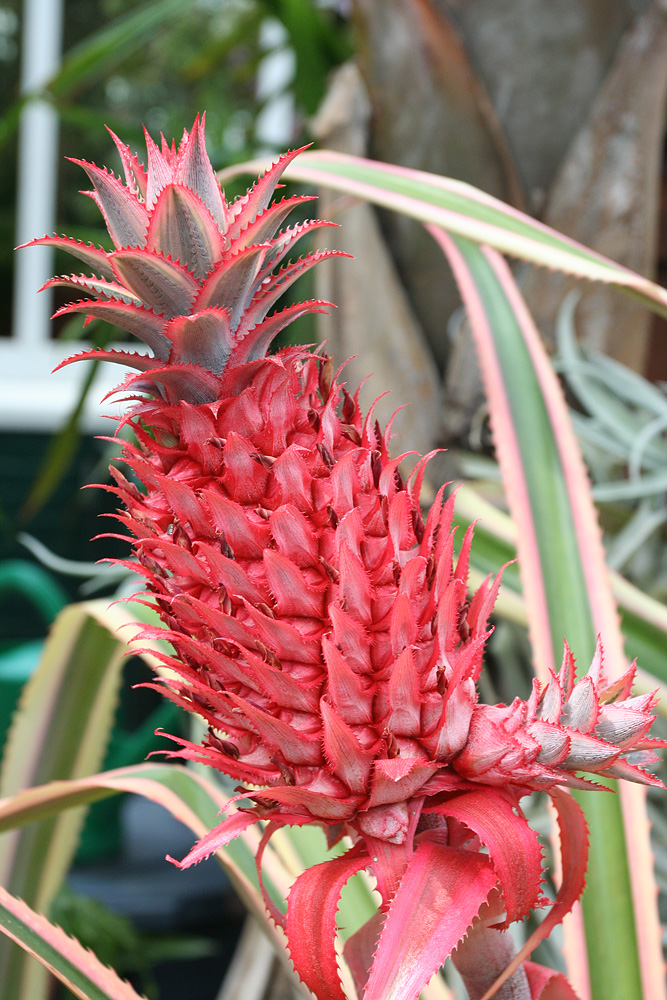
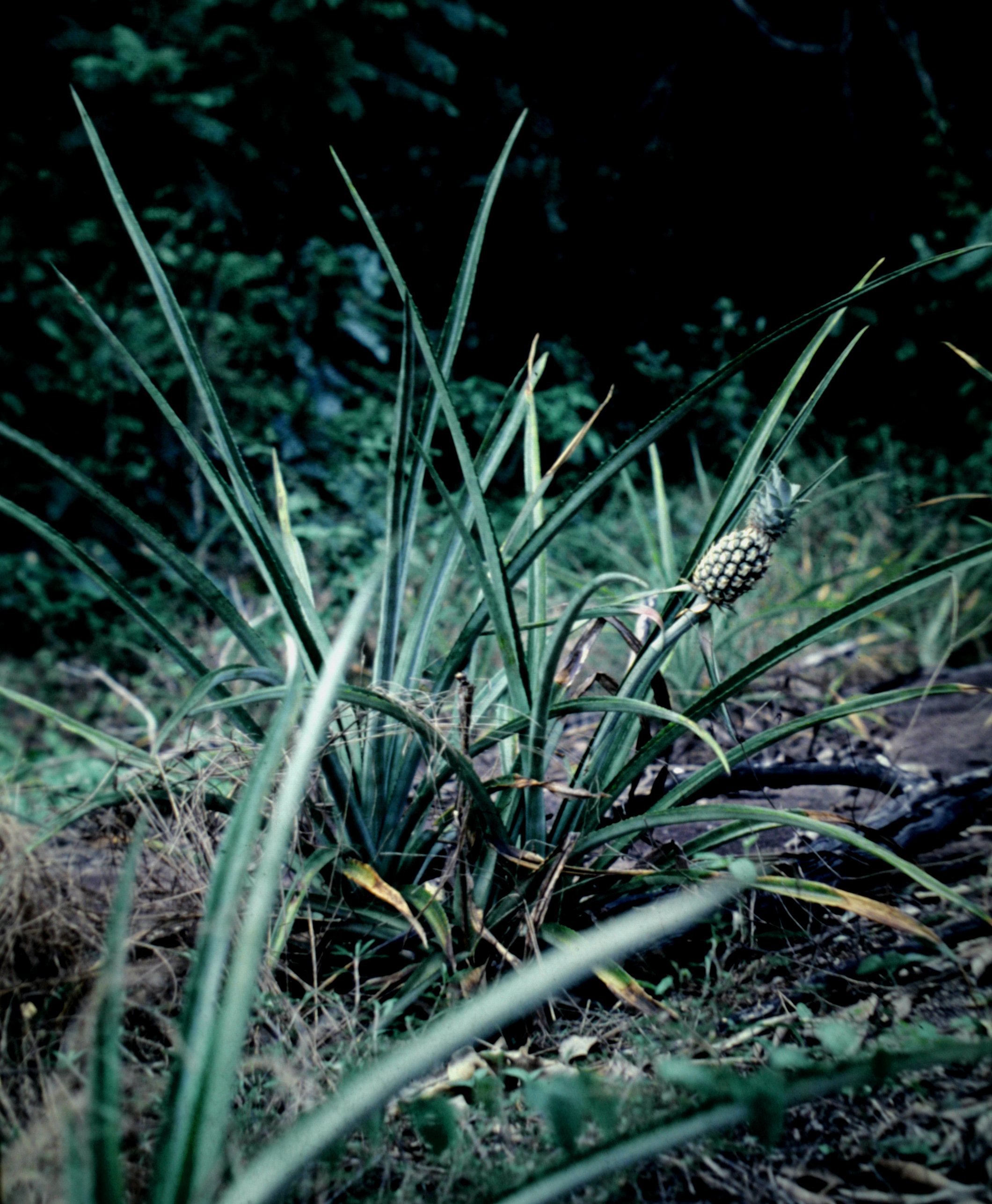
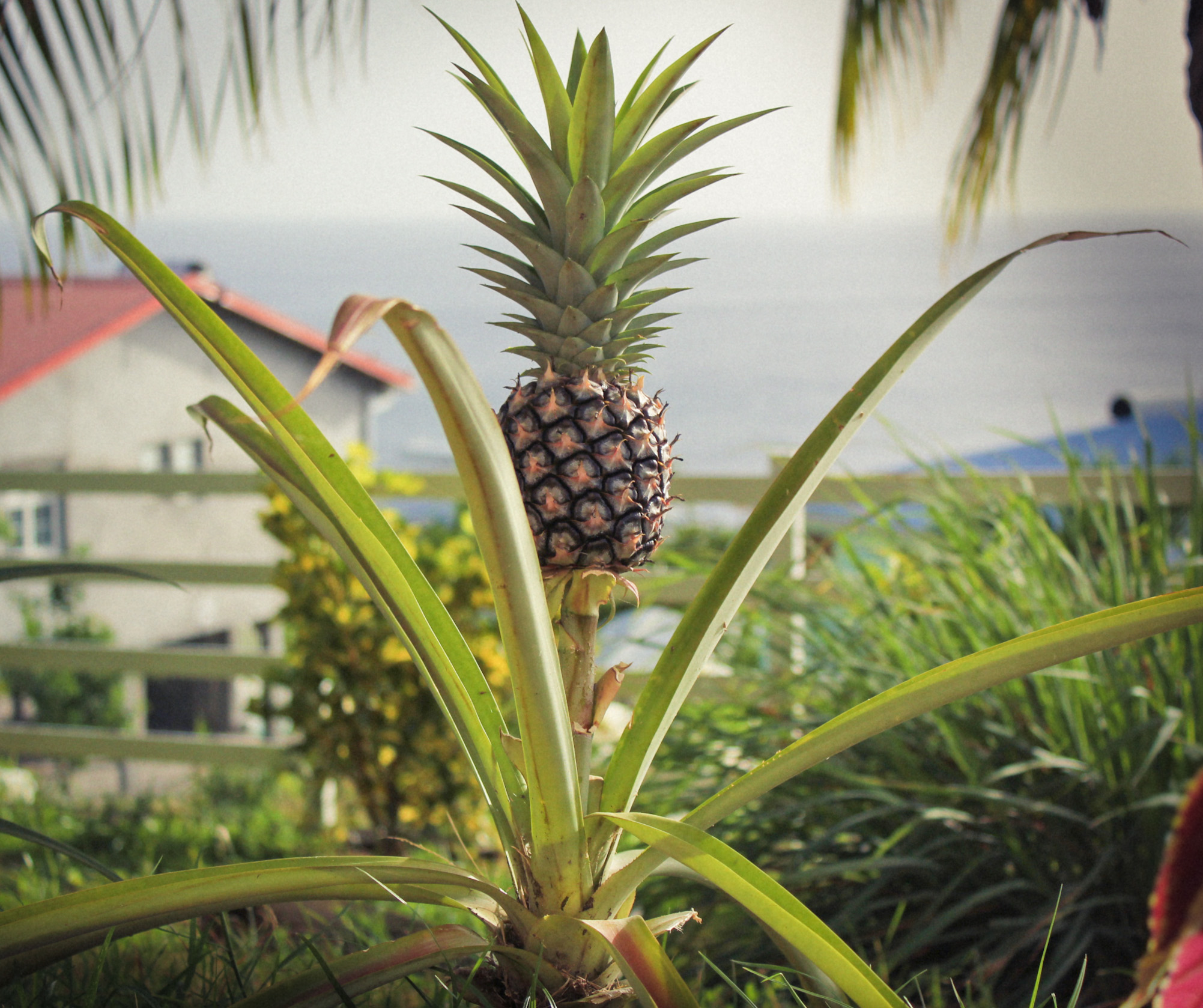